# Сузан Конер
Сузана „Сузан” Конер (Лос Анђелес, 11. новембар 1936) америчка је глумица која је радила на филму и телевизији. Играла је Сару Џејн, младу Афроамериканку, у филму Имитација живота (1959), при чему је била номинована за награду Оскара као најбоља споредна глумица. Наступ јој донео и два Златна глобуса.
Конер се удала за дизајнера мушке одеће и писца Џона Вајца 1964. Њихова два сина, Пол Вајц и Крис Вајц, пратили су њеним стопама и постали филмски продуценти и режисери, сценаристи и повремено глумци.

## Рани живот
Сузан Конер је рођена у Лос Анђелесу, у Калифорнији, као ћерка Лупите Товар, глумице рођене у Мексику која се пробила на Холивудску сцену, и Пола Конера, филмског продуцента који је рођен у Бохемији, тада делу Аустроугарске. Њена мајка је била римокатолкиња, ирског и мексичког порекла; док је њен отац био боемски Јевреј.

## Каријера
Конер се активно појављивала у филмовима између 1955. и 1964. године, укључујући и учешће са Сал Минеом у Дину (1957) и Причи о Џину Крупи (1959).
У својој најпознатијој улози, Конер је глумила Сару Џејн у филму Имитација живота, играјући црнку светле пути која „ пролази “ као бела. Филм је био друга филмска адаптација истоимене књиге из 1933. године. Међутим, радња је видела значајне измене како би боље одражавала своје време. Прва филмска адаптација објављена је 1934. године.
Филм који је режирао Даглас Сирк, са Ланом Тарнер у главној улози, био је хит. Конер је номинована за Оскара за најбољу споредну глумицу за своју улогу у филму. Освојила је Златни глобус као најбоља споредна глумица и други као најбоља нова глумица. Након улоге у Имитацији живота, Конер се појавила у филму "Сви млади канибали" уз Наталие Вуд и Роберта Вагнера .
Конеров ТВ деби био је 4. фебруара 1956. у епизоди „Дуго после лета“ серије Алокин сат. Рецензија у трговинској публикацији Billboard каже да она „није задивила”. Након тога је имала гостујуће улоге у разним телевизијским серијама, укључујући Хонг Конг, Гоинг Мај Веј и Темпл Хјустон. Последњи пут се појавила у филму 1962. године, глумећи са Монтгомеријем Клифтом у филму Фројд: Тајна страст. Повукла се из глуме 1964. године.

## Лични живот
Године 1964. Конер се удала за Џона Вајца, романописца и модног дизајнера немачког порекла. Повукла се из глуме да би посветила време својој породици. Њихови синови, Крис и Пол постали су филмски редитељи и продуценти у Холивуду . Заједно су продуцирали филмове као што су Америчка пита (1999) и О дечаку (2002). Крис Вајц је такође познат по режији Младог месеца (2009), дела Сумрак саге .
Дана 23. априла 2010. на ТЦМ филмском фестивалу у Лос Анђелесу, Калифорнија, приказана је нова штампа Имитације живота (1959), на коју су били позвани Конер и колегиница Хуанита Мур . Након пројекције, две жене су се појавиле на сцени у програму коју је водио Роберт Озборн из ТЦМ-а. Конер и Мур поздрављене су овацијама публике

## Награде и номинације
| Година       | Награда         | Резултат    | Категорија                         | Филм                |
| ------------ | --------------- | ----------- | ---------------------------------- | ------------------- |
| 1959. године | Оскар           | Номинована  | Најбоља споредна глумица           | Имитација живота    |
| 1959. године | Златни глобус   | победила    | Најперспективнији новајлија – жена | -                   |
| 1959. године | Златни глобус   | победила    | Најбоља споредна глумица           | Имитација живота    |
| 1962. године | Златни глобус   | Номинована  | Најбоља споредна глумица           | Фројд: Тајна страст |
| 1958. године | Лауреус награда | Номинована  | Врхунска нова женска личност       | -                   |
| 1959. године | Лауреус награда | Друго место | Врхунска нова женска личност       | -                   |